# Torjánc
Torjánc (horvátul: Torjanci, szerbül: Торјанци) falu Horvátországban, Eszék-Baranya megyében. Közigazgatásilag Baranyaszentistvánhoz tartozik.

## Fekvése
Eszéktől légvonalban 32, közúton 45 km-re északnyugatra, községközpontjától légvonalban 12, közúton 18 km-re nyugatra, Baranyában, a Drávaszög nyugati részén, a magyar határ mellett fekszik.

## Története
A település első írásos említését Mátyás király 1481. május 10-én kelt adománylevelében találjuk, melyben a magvaszakadt Maróti Máté macsói bán több Baranya vármegyei birtokát, köztük a „Thornyancz” nevű birtokot Geréb Péternek és Mátyásnak adományozza. 1506-ban Perényi Imre nádor birtokai között találjuk. Valpó várának tartozéka volt. A középkori falu valószínűleg az 1526-os török hadjáratban pusztult el. Az 1591-es török adókönyvben nem szerepel. A térség 1687-ben a nagyharsányi csata után szabadult fel a török uralom alól. Ezt követően Boszniából érkezett katolikus sokácokkal telepítették be. A falu a felszabadítás után a dárdai uradalom része lett, bár határának nagy része, mivel ártérre esett, többnyire víz alatt állt. Ez az állapot csak a 19. század elején a Dráva és a Karasica-patak szabályozása után szűnt meg. Az Esterházy, majd a Schaumburg-Lippe család volt a birtokosa. Az itt élők a természeti környezet miatt főként bárányokat, juhokat tenyésztettek, melyek szabadon kószálhattak a nagy kiterjedésű, nyílt legelőkön. A népi magyarázat szerint ebből származik a falu neve is (tor = akol és janje, janjci = bárány, báránykák).
Az első katonai felmérés térképén a település „Torjáncz” néven található. Lipszky János 1808-ban Budán kiadott repertóriumában „Torjancz” néven szerepel.
1857-ben 708, 1910-ben 769 lakosa volt. Baranya vármegye Siklósi járásához tartozott. A település az első világháború után az új szerb-horvát-szlovén állam, majd később (1929-ben) Jugoszlávia része lett. 1941 és 1944 között ismét Magyarországhoz tartozott, majd a háború után ismét Jugoszlávia része lett. Az 1970-es években sokat mentek ki Németországba munkát vállalni. 1991-ben lakosságának 61%-a horvát, 28%-a roma, 3%-a magyar nemzetiségű volt.
A horvátországi háború idején 1991. augusztusában a lakosságnak menekülnie kellett a szerb csapatok elől. A menekültek csak 1997-ben térhettek vissza otthonaikba, ahol rögtön hozzáláttak az újjáépítésnek. A településnek 2011-ben 267 lakosa volt.
A horvátországi háború idején menekültek érkeztek Kásádra Petárdáról és Torjáncból. 2022-ben Kásád polgármestere, Gavallér Istvánné mesélte el az újságírónak, hogy a falubeliek többeket elszállásoltak, azonban mindenki félt, hogy a szerbek átjönnek, és megtámadják a faluban bujkálókat. Többször átlőttek a határon, de nagyobb atrocitás nem történt.

## Népessége
| Lakosság változása | Lakosság változása | Lakosság változása | Lakosság változása | Lakosság változása | Lakosság változása | Lakosság változása | Lakosság változása | Lakosság változása | Lakosság változása | Lakosság változása | Lakosság változása | Lakosság változása | Lakosság változása | Lakosság változása | Lakosság változása |
| ------------------ | ------------------ | ------------------ | ------------------ | ------------------ | ------------------ | ------------------ | ------------------ | ------------------ | ------------------ | ------------------ | ------------------ | ------------------ | ------------------ | ------------------ | ------------------ |
| 1857               | 1869               | 1880               | 1890               | 1900               | 1910               | 1921               | 1931               | 1948               | 1953               | 1961               | 1971               | 1981               | 1991               | 2001               | 2011               |
| 708                | 684                | 668                | 709                | 770                | 769                | 718                | 716                | 711                | 684                | 701                | 608                | 509                | 476                | 317                | 267                |

## Gazdaság
A településen hagyományosan a mezőgazdaság és az állattartás képezi a megélhetés alapját.

## Nevezetességei
A Kisboldogasszony tiszteletére szentelt római katolikus temploma 1850-ben épült, a petárdai Szent Lőrinc plébánia filiája. Orgonáját Angster József pécsi mester építette 1908-ban.

## Kultúra
A településnek 220 m²-es kultúrháza van.

## Oktatás
Torjáncon 1860-ban épült meg az első egytantermes iskola. Első tanítója Selig Jakab volt. 1908-ban előírták a második tanteremmel való bővítést, mivel a falu határában lakó 80 cigánycsalád gyermekeit is be kellett fogadnia.
A településen ma a pélmonostor-cukorgyári általános iskola területi iskolája működik.

## Sport
NK Graničar Torjanci labdarúgóklub

## Híres emberek
Torjáncon született 1912. április 8-án Stjepan Sekereš horvát nyelvész, egyetemi tanár.